# BAP Palacios (1913)
BAP Palacios – peruwiański okręt podwodny z lat 10. XX wieku, druga jednostka typu Ferré. Zwodowany w 1913 roku we francuskiej stoczni Schneider w Chalon-sur-Saône, został przyjęty do służby w Marina de Guerra del Perú tym samym roku. Jednostka służyła do 1919 roku, kiedy została skreślona z listy floty.

## Projekt i budowa
Okręty podwodne typu Ferré zostały zamówione przez peruwiański rząd wskutek działalności francuskiej misji morskiej w tym kraju w latach 1908-1914 . Jednostki zaprojektował inż. Maxime Laubeuf. 
BAP „Palacios” został zbudowany w stoczni Schneider w Chalon-sur-Saône . Wodowanie odbyło się w 1913 roku .

## Dane taktyczno-techniczne

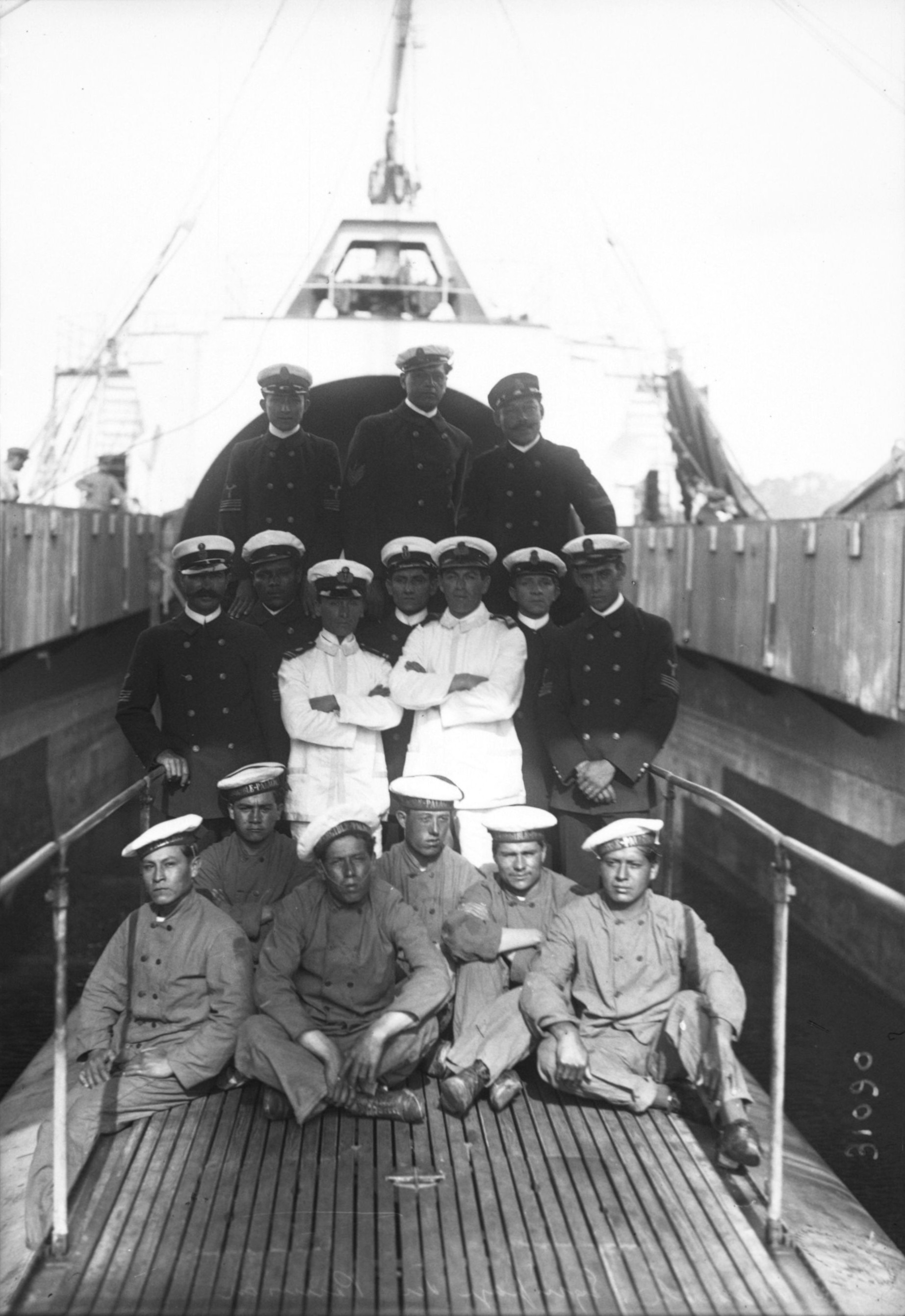
Załoga okrętu w Marsylii w 1913 roku

„Palacios” był okrętem podwodnym o długości całkowitej 33,5 metra, szerokości 4,8 metra i zanurzeniu 3,7 metra . Wyporność normalna w położeniu nawodnym wynosiła 300 ton, a w zanurzeniu 400 ton. Okręt napędzany był na powierzchni przez dwa silniki Diesla Schneider-Carels o łącznej mocy 400 KM, a pod wodą poruszał się dzięki dwóm silnikom elektrycznym o łącznej mocy 200 KM . Dwa wały napędowe poruszające dwoma śrubami zapewniały prędkość 13 węzłów na powierzchni i 8 węzłów w zanurzeniu . Zasięg wynosił 2000 Mm przy prędkości 7 węzłów w położeniu nawodnym . Dopuszczalna głębokość zanurzenia wynosiła 30 metrów .
Okręt wyposażony był w cztery dziobowe wyrzutnie torped kalibru 450 mm, z łącznym zapasem 6 torped .
Załoga okrętu składała się z 21 oficerów, podoficerów i marynarzy .

## Służba
„Palacios” wraz z bliźniaczym „Ferré” został przewieziony do Peru w ładowni francuskiego statku SS „Kanguroo”, specjalnie przystosowanego do transportu okrętów podwodnych . W 1913 roku jednostka została przyjęta do służby w Marina de Guerra del Perú . Z powodu niesprawności baterii akumulatorów i braku części zamiennych okręt służył jedynie do 1919 roku .